# David Atkins
David Atkins (Sydney, 12 de dezembro de 1955) é um autor australiano de artes cênicas e dançarino. 
Com Ignatius Jones, David Atkins era a força criativa atrás da cerimônia de abertura e encerramento das Olimpíadas de Sydney em 2000.
Ele foi também o co-criador, co-escritor, co-diretor e co-produtor executivo da produção do Teatro Musical Australiano "The Man from Snowy River: Arena Spectacular".